# 刚果—大洋铁路
剛果—大洋鐵路 （法語：Chemin de fer Congo-Océan，簡稱），中文或简称大洋铁路，是一條連接剛果共和國首都布拉柴維爾和位於大西洋岸的港口城市黑角的鐵路線，包括支线全長885公里。建於1923年至1934年間。作為溝通該國最大海港城市及首都布拉柴维尔两大经济中心的干线铁路，剛果—大洋鐵路也是刚果鐵路的核心路線，该国主要城市多分布于該路線沿线。

## 历史
1923年，为了输出法属赤道非洲内陆地区的矿石、橡胶等资源，法国决定在刚果修筑铁路，共斥资2.31亿金法郎，招工12万人，由于施工环境恶劣，造成了大量劳工伤亡，殖民政府不得不为此招募了乍得萨拉人、华人修筑铁路，该铁路随即于1934年4月13日成功通车:23，至铁路竣工时，已有超过20,000名劳工死亡，曾到访当地的法国作家安德烈·纪德也在《剛果之行》中批判该工程是“真正的人类生命消费者”，后世一些学者也批评了殖民者在修筑过程中强迫劳动、压榨工人的行为。该铁路日后成为连结首都布拉柴维尔與第一大海港黑角的交通要道，铁路沿线的多利西、恩卡伊等城市也因此得到了迅速发展。马里安·恩古瓦比成为刚果总统後，铁路全线连同其机车车辆修理厂均被当局收归国有。与此同时，在外国企业的支持下，铁路上的蒸汽机车相继为内燃机车替代，亦增设了车站，更换了路轨，大洋铁路运输力得以上升。
1962年，刚果政府修筑了一条从蒙贝洛通往姆宾达的支线铁路，以对接长期缺乏铁路的邻国加彭，该国东南部莫安达所出产的锰矿即透过一条索道运往姆宾达，然后再经由该铁路支线输出至国外，直到加彭縱貫線于1986年通车为止:24。1976年，一条连结多利西與比林加的分岔线开始修筑，并于1985年竣工:24。冷战结束后，因长年内战，大洋铁路沿线基础设施多遭到毁损，直到战争结束后才开始修复，2007年，因为外输木材的需要，刚果又修筑了另一条支线铁路。

## 現況
剛果—大洋鐵路大致呈西南东北走向，與同样连结布拉柴维尔和黑角的国道1号大致平行。铁路全线由同名的运营公司运营管理，其中连结布拉柴维尔與黑角的干线长512公里，连结蒙贝洛與姆宾达的支线长约285公里，连结多利西與比林加的分岔线长约91公里。由于没有铁路及出海口，刚果的邻国中非共和国等国的出口产品从乌班吉河顺流进入刚果後，也會透过该铁路运输至大西洋沿岸的海港。2016年，德尼·萨苏-恩格索再度当选总统後，其反对者在普尔省发起叛乱，该铁路一度遭到切断，直到2018年才恢复运营。
该铁路现阶段並未與任何邻国的铁路相连结，加彭曾计划将其縱貫線铁路延伸至刚果，並與该铁路相对接，而刚果共和国当局也正與刚果民主共和国协商修筑一座横跨刚果河的公铁大桥，将刚果—大洋铁路连结至金沙萨。